# الزبدة الرائقة في شرح البردة الفائقة
الزبدة الرائقة في شرح البردة الفائقة لشيخ الإسلام زكريا الأنصاري (824-926هـ) أحد أشهر شروح قصيدة البردة لمحمد بن سعيد بن حماد الصنهاجي البوصيري (608-696هـ)، وهو شرح مختصر يعتني بحل الألفاظ وإعراب بعض الكلمات.

## المقدمة
يقول زكريا الأنصاري في مقدمة الكتاب:

## أنموذج من الشرح
أكرم: فعل أمر معناه التعجب، وفاعله: بخَلق نبي، بزيادة الباء لزوماً إصلاحاً للفظ، لأن الأمر بغير لام لا يكون فاعله ظاهراً، وسَهَّلَ ظهورَه كونُ عامله تعجباً في المعنى لا أمراً، أي ما أكرم خَلقه عند الله!
زانه خُلُقٌ: أي حَسَّنه بمعنى زاده حُسناً، قال الله تعالى:﴿وَإِنَّكَ لَعَلَى خُلُقٍ عَظِيمٍ ۝٤﴾ [القلم:4].
بالحُسن: متعلق بقوله: مشتملٍ، بالجر صفة نبيٍّ، وكذا قوله: بالبِشر متسم، أي متصف ببشاشة الوجه والسرور به.